# Fallen Astronaut
Fallen Astronaut (de l'anglais, litt. « Astronaute tombé ») est une statuette en aluminium de 8,5 cm de haut, représentant de façon stylisée un astronaute dans sa combinaison spatiale. Elle a été déposée sur la Lune par l'équipage d'Apollo 15 en 1971, en mémoire des morts de l'exploration de l'espace, dont les noms sont inscrits sur une plaque commémorative qui l'accompagne.
Malgré la course à l'espace entre les États-Unis, qui a envoyé cette mission, et l'Union soviétique, la plaque mêle les noms d'Américains et de Soviétiques.
C'est l'unique œuvre d'art dont on sait avec certitude qu'elle se trouve sur la Lune (en effet Moon Museum y aurait été apporté clandestinement par Apollo 12 en 1969, mais il n'existe pas de preuve).

## Conception
La sculpture a été réalisée par l'artiste belge Paul Van Hoeydonck à la suite de sa rencontre avec l'équipage d'Apollo 15 (dont David Scott) au début du mois de juin 1971. Cette statuette a trouvé une fonction trois semaines plus tard lorsque l'équipage, marqué par la mort de trois cosmonautes russes, a proposé à la NASA de s'en servir pour commémorer nominativement les astronautes et cosmonautes morts pour et pendant l'exploration de l'espace.
Un certain nombre de consignes avaient été données à l'artiste : la sculpture devait être légère, solide, capable de supporter les variations de températures extrêmes à la surface lunaire ; elle ne devait pas permettre d'identifier en elle un homme ou une femme, ni même aucun groupe ethnique. De plus, en accord avec le souhait de Scott d'éviter une commercialisation de l'espace, le nom de Van Hoeydonck ne serait pas dévoilé au public.[réf. nécessaire]

## Dépôt sur la Lune
Fallen Astronaut fut déposée sur la surface lunaire le 2 août 1971 par David Scott de l'équipage d'Apollo 15. Celui-ci l'a placée près de l'endroit où le rover lunaire a été abandonné sur la Lune, au pied du mont Hadley. 

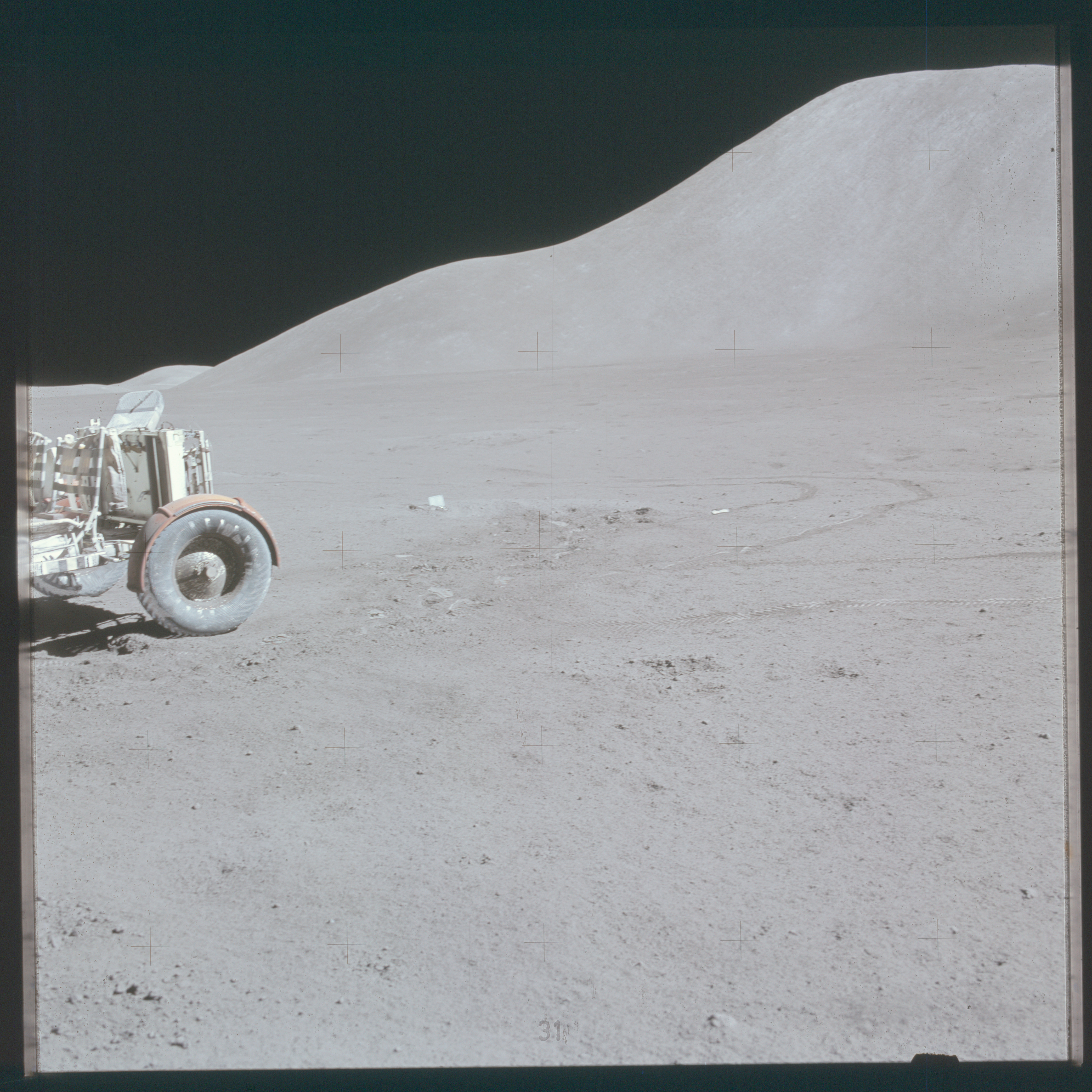
Le rover lunaire, Fallen Astronaut et la plaque commémorative.
En arrière plan à droite, le mont Hadley.

À côté se dresse, fichée dans la régolithe, une petite plaque commémorative portant les noms de huit astronautes du programme spatial américain et de six cosmonautes du programme spatial soviétique. Seuls les noms sont inscrits, sans mention des nationalités. Ils sont listés par ordre alphabétique,, mêlant Américains et Soviétiques.
David Scott, dans un livre de 2004, indique qu'il manque sur la plaque les noms de deux cosmonautes soviétiques : Valentin Bondarenko, mort à l'entraînement en 1961 dans l'incendie d'un caisson pressurisé, et Grigori Nelioubov, mort en 1966 écrasé par un train. L'équipage d'Apollo 15 n'était pas au courant de leur mort à l'époque de la réalisation de la plaque, en raison du secret entourant le programme spatial soviétique. Pour la même raison, la plaque ne mentionne pas la catastrophe de Nedelin, explosion d'une fusée R-16 en 1960 au cosmodrome de Baïkonour, qui tua plusieurs dizaines de personnes. De plus, Robert H. Lawrence, premier astronaute américain Noir, mort en 1967 dans l'accident du F-104 qu'il pilotait, est également cité comme manquant sur la plaque.
Après le dépôt de l'œuvre sur la Lune, Van Hoeydonck exprima son désaccord sur le nom donné à l'œuvre et regretta que la statuette ait été couchée et non mise debout comme il l'aurait souhaité, exprimant un sens différent de l'œuvre.

## Répliques
Dès que l'équipage d'Apollo 15 eut mentionné la statuette pendant une conférence de presse d'après-vol, le National Air and Space Museum en réclama une copie pour l'exposer au public. L'équipage accepta sous la réserve que cette exposition fût « with good taste and without publicity » (c'est-à-dire « de bon goût et sans publicité »). La réplique de Fallen Astronaut fut présentée par Van Hoeydonck au musée en avril 1972. Cette réplique y est aujourd'hui exposée avec une réplique de la plaque commémorative,,.
Une autre réplique se trouve au musée d'art contemporain d'Anvers (M HKA) et une version quarante fois plus grande (ce qui correspond à la différence de proportion entre la Terre et la Lune) et de trois tonnes d'aluminium se trouve au jardin des sculptures du Lieu 'art et action contemporaine (LAAC) de  Dunkerque.

## Noms figurant sur la plaque
| Nom tel qu'inscrit sur la plaque | Pays             | Date du décès   | Cause du décès                                        | Photo |
| -------------------------------- | ---------------- | --------------- | ----------------------------------------------------- | ----- |
| Bassett, Charles A. II           | États-Unis       | 28 février 1966 | Accident d'avion T-38                                 |       |
| Belyayev, Pavel I.               | Union soviétique | 10 janvier 1970 | Maladie                                               |       |
| Chaffee, Roger B.                | États-Unis       | 27 janvier 1967 | Incendie de la capsule Apollo 1                       |       |
| Dobrovolski, Georgi T.           | Union soviétique | 30 juin 1971    | Dépressurisation accidentelle de la capsule Soyouz 11 |       |
| Freeman, Theodore C.             | États-Unis       | 31 octobre 1964 | Accident d'avion                                      |       |
| Gagarin, Yuri A.                 | Union soviétique | 27 mars 1968    | Accident d'avion MiG-15                               |       |
| Givens, Edward G. Jr.            | États-Unis       | 6 juin 1967     | Accident de voiture                                   |       |
| Grissom, Virgil I.               | États-Unis       | 27 janvier 1967 | Incendie de la capsule Apollo 1                       |       |
| Komarov, Vladimir M.             | Union soviétique | 24 avril 1967   | Mise en torche des parachutes de la capsule Soyouz 1  |       |
| Patsayev, Viktor I.              | Union soviétique | 30 juin 1971    | Dépressurisation accidentelle de la capsule Soyouz 11 |       |
| See, Elliot M. Jr.               | États-Unis       | 28 février 1966 | Accident d'avion T-38                                 |       |
| Volkov, Vladislav N.             | Union soviétique | 30 juin 1971    | Dépressurisation accidentelle de la capsule Soyouz 11 |       |
| White, Edward H. II              | États-Unis       | 27 janvier 1967 | Incendie de la capsule Apollo 1                       |       |
| Williams, Clifton C. Jr.         | États-Unis       | 5 octobre 1967  | Accident d'avion                                      |       |